# الرياضة في اليونان

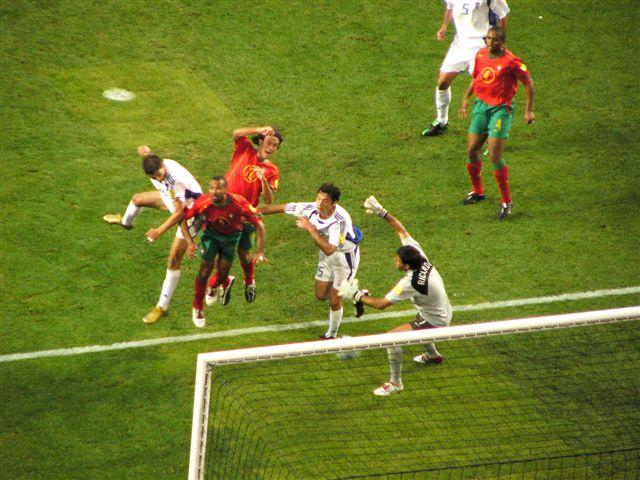
أنجيلوس خاريستياس في المباراة النهائية لأمم أوروبا 2004

الرياضة في اليونان الرياضة هي جزء مهم من ثقافة اليونانيين منذ قدم التاريخ، حيث تعدّ اليونان القديمة منشأ العديد من الرياضات في التاريخ مثل ألعاب قوى والمصارعة ورفع الأثقال، كما تعدّ اليونان القديمة منشأ الألعاب الأولمبية، كما أول دورة ألعاب أولمبية حديثة أقيمت في مدينة أثينا عاصمة اليونان في سنة 1896 واستضافتها أيضاً في 2004، الرياضات الأكثر شعبية في اليونان هي كرة القدم وكرة السلة وكرة الماء، كما هناك رياضات شعبية أخرى في اليونان مثل ألعاب القوى والمصارعة ورفع الأثقال والسباحة والمبارزة وكرة الطائرة.

## كرة القدم
تأسس اتحاد اليونان لكرة القدم في سنة 1926، أفضل إنجاز لليونان في كرة القدم هو فوزها بكأس أمم أوروبا 2004 في البرتغال، كما أن منتخب اليونان لكرة القدم تأهل 3 مرات إلى نهائيات كأس العالم لكرة القدم. وفي الدوري اليوناني لكرة القدم هناك تنافس قوي عليه من قبل أندية أوليمبياكوس وباناثينايكوس وأيك أثينا وأندية أخرى، وأفضل من لعب مع منتخب اليونان لكرة القدم هم أنجيلوس خاريستياس وجورجوس ساماراس.

## كرة السلة
لكرة السلة أيضاً شعبية كبيرة في اليونان، تعدّ اليونان واحدة من الدول الثمانية التي أسست الإتحاد الدولي لكرة السلة في سنة 1932، وقد تأسس الإتحاد اليوناني لكرة السلة في سنة 1932 أيضاً، يعدّ منتخب اليونان لكرة السلة واحد من أقوى منتخبات كرة السلة في العالم، حيث انه فاز ببطولة أمم أوروبا لكرة السلة مرتين وذلك في عامي 1987 و2005، كما أنه وصل إلى المباراة النهائية السلة في بطولة كأس العالم لكرة السلة 2006 بعد أن خسر أمام إسبانيا في المباراة النهائية، ولليونان أيضاً أندية قوية على صعيد أوروبا مثل أولمبياكوس ونادي بانيونيس وباناثينايكوس، وأفضل من لعب مع منتخب اليونان لكرة السلة هم نيكوس غاليس وتيودوروس بابالوكاس أندرياس جلينياداكيس وكوستاس بابانيكولاو وجيانيس أنتيتوكونمبو ونيك كالاثيس كوستا كوفوس.